# Asedio de Tralee
El Asedio de Tralee fue un ataque involucra agentes de policía que tuvo lugar entre el 1 y el 9 de noviembre de 1920 en Tralee, Condado de Kerry, Irlanda.

## Historia
Patrick Cahill, oficial al mando de la Brigada Kerry No. 1 del Ejército Republicano Irlandés, ordenó al Batallón Tralee que llevara a cabo ataques de represalia por la muerte (en huelga de hambre) del alcalde de Cork del Sinn Féin, Terence MacSwiney. En la noche del 31 de octubre de 1920, el agente del RIC Patrick Waters y el agente del RIC Ernest Bright fueron secuestrados, disparados y asesinados por voluntarios del IRA en Tralee. En respuesta a la detención de dos de sus compañeros y en un intento por recuperar los cadáveres, los Black and Tans británicos impusieron un toque de queda en la ciudad, dispararon a los lugareños que aparecían en las calles, insistieron en que los comercios locales cerraran e impidieron toda comida. de ser permitido y la bebida entró en la ciudad. El Ayuntamiento de Tralee y varias tiendas fueron incendiados y dos civiles fueron asesinados a tiros (John Conway y Tommy Wall).
Hamar Greenwood, secretario jefe de Irlanda, ordenó el levantamiento del asedio el 9 de noviembre de 1920.